# ALF (игра)
ALF (в некоторых источниках — Alf) — видеоигра жанра Action-adventure, разработанная Nexa Corporation и выпущенная компанией Sega в 1990 году эксклюзивно для игровой приставки Sega Master System. Игра вышла только на северо-американском рынке. Основана на комедийном телесериале Альф.

## Сюжет
Главный герой игры — инопланетянин по имени Альф, после кораблекрушения живущий на Земле вместе с приютившей его американской семьёй. Цель игры — помочь Альфу починить его космический корабль, необходимый ему для встречи со своими друзьями — Скипом и Рондой, ждущими Альфа на Марсе, чтобы потом улететь на свою родину — планету Мелмак.

## Геймплей

Кадр из игры

Игра представляет собой Action-adventure, наподобие игр Maniac Mansion или King’s Quest. Игроку предстоит, управляя Альфом, собирать необходимые предметы и решать несложные задачи, чтобы помочь главному герою починить свой звездолёт.
Отдельных уровней в ALF не существует, игра состоит из нескольких локаций, перемещаться по которым можно в любом порядке: дом Альфа, улица, подвал дома, задний двор и пруд на заднем дворе. Как в любом квесте, для прохождения игры необходимо собирать различные предметы: палку салями, с помощью которой можно расправиться с летучими мышами, акваланг, позволяющий погрузиться на дно пруда и т. п. Часть предметов можно найти по мере прохождения игры, часть — купить в магазинах, продав перед этим найденные драгоценности.
Противников в игре немного и большинство из них, за исключением летучих мышей, уничтожить невозможно, вместо этого необходимо избегать контакта с ними, перепрыгивая их или увиливая в сторону в нужный момент. В некоторых моментах игра становится типичной аркадой, например, когда Альф увиливает от велосипедистов на улице или аквалангистов и хищных рыб в пруду.

## Критика
Большинство отзывов дали ALF довольно низкие оценки. Критике были подвергнуты практически все аспекты игры: графика, музыкальное оформление, управление, геймплей. Во многих рецензиях причиной множества недостатков были названы спешка при её выпуске и сильно ограниченный бюджет.

### Рецензии
- Коммерческая информационная база данных компьютерных игр для различных платформ Allgame оценила игру в 1,5 звёздочки из 5, в том числе: 3/5 за прилагаемую к игре документацию и по 1,5/5 за графику, музыку и звук, геймплей и реиграбельность. Игра была названа одной из самых плохих на Sega Master System за счёт плохого управления, недоработанного геймплея, несимпатичной, подходящей более для приставок вроде Atari 5200 и ColecoVision графики, монотонной музыки и отсутствия каких-либо звуковых эффектов. По мнению Allgame, игра как будто сделана в спешке и при крайне низком бюджете[5].
- Англоязычный веб-сайт Defunct Games поставил ALF относительно высокую оценку — 55 %, назвав игру довольно забавной, не самой лучшей, но и не самой плохой на Sega Master System. По мнению рецензента, главным минусом игры является её неудачное, недоработанное управление: действие Альфа происходит с небольшой задержкой после нажатия кнопки геймпада, что, естественно, отрицательно сказывается на игровом процессе[6].
- Другой англоязычный веб-сайт — Game Freaks 365 оценил приключения пришельца Альфа в 2 балла из 10, в том числе: 4 балла из 10 за концепт игры, 3 — за графику, 2 — за музыку/звук, 1 — за фактор повторного прохождения и 0 баллов за геймплей. Графическое оформление главного персонажа и фонов игры было названо в отзыве ужасным, музыка — однообразной, а геймплей — неудачным и непродуманным. По мнению Game Freaks 365, игра могла бы выйти совсем не плохой, если бы её создатели не торопились выпустить её побыстрее[7].

## Создатели
Программистами ALF являются Кевин Т. Сежетти (англ. Kevin T. Seghetti) и Джинда Пэн (англ. Jinda Pan). Сежетти участвовал также в разработке таких видеоигр, как: Tetris для компьютеров Amiga, Monopoly для Sega Master System, Sylvester and Tweety in Cagey Capers (Sega Mega Drive, 1994) и Stormlord для Sega Mega Drive, а среди игр, в программировании которых участвовала Джинда Пэн: Monopoly для Sega Master System, DOS-версия игр Vette! и Tank: The M1A1 Abrams Battle Tank Simulation.

## Прочие факты
- ALF стала второй видеоигрой, основанной на одноимённом телесериале. Первой была игра ALF: The First Adventure, вышедшая в 1987 году для компьютеров Apple II, Atari ST, Commodore 64 и DOS. Посвящённые пришельцу Альфу компьютерные игры выходили после этого ещё как минимум дважды: ALF’s U.S. Geography и ALF’s Thinking Skills — обе вышли в 1993 году для DOS[3].